# Desetiúhelník

pravidelný desetiúhelník

Desetiúhelník (cizím slovem dekagon) je rovinný geometrický útvar, mnohoúhelník s deseti vrcholy, deseti stranami a třiceti pěti úhlopříčkami.
Součet velikostí vnitřních úhlů konvexního desetiúhelníku je přesně 1440° (8π).
Pravidelný desetiúhelník je v podstatě složen z deseti shodných rovnoramenných trojúhelníků, jejichž úhly při základně mají velikost {\displaystyle {\frac {2\pi }{5}}} a při vrcholu {\displaystyle {\frac {\pi }{5}}}.

## Parametry
r je poloměr a a je strana desetiúhelníku.

### Pravidelný desetiúhelník
Obvod:

{\displaystyle o=10\cdot a}

Minimální průměr, průměr vepsané kružnice:

{\displaystyle d=2a\left(\cos {\tfrac {3\pi }{10}}+\cos {\tfrac {\pi }{10}}\right)=a{\sqrt {5+2{\sqrt {5}}}}.}

Strana z minimálního průměru:

{\displaystyle a={\tfrac {d}{\sqrt {5+2{\sqrt {5}}}}}.}

Obsah:

{\displaystyle S=5\cdot r^{2}\cdot \sin {\frac {\pi }{5}}}

### Obecný desetiúhelník
Obvod:

{\displaystyle \ o=a_{1}+a_{2}+a_{3}+a_{4}+a_{5}+a_{6}+a_{7}+a_{8}+a_{9}+a_{10}}
Obsah:

{\displaystyle \ S=S_{1}+S_{2}+...+S_{n}}
n je počet všech trojúhelníků, na které se daný desetiúhelník rozdělí.

## Konstrukce pravidelného desetiúhelníku
Sestrojením os pětiúhelníka, které protnou kružnici opsanou pětiúhelníku, vzniknou vrcholy, které spolu s vrcholy pětiúhelníka tvoří desetiúhelník.